# Michael Morris, 1. Baron Killanin

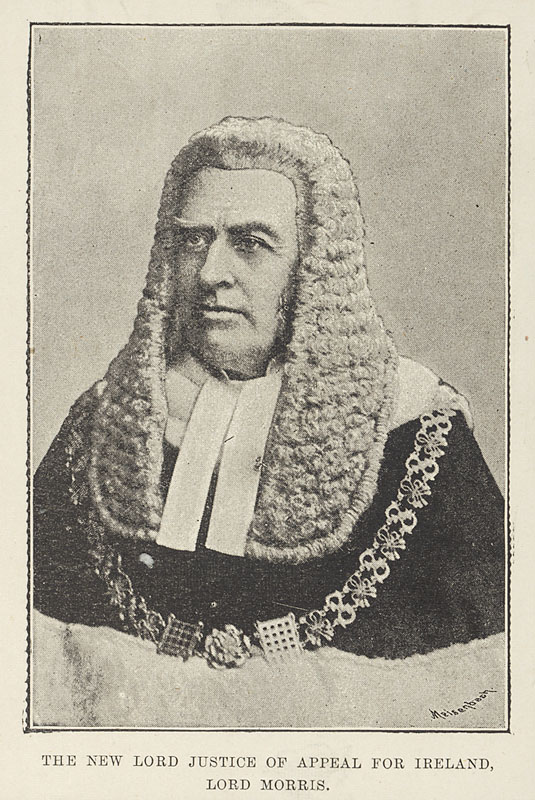
Michael Morris, 1. Baron Killanin

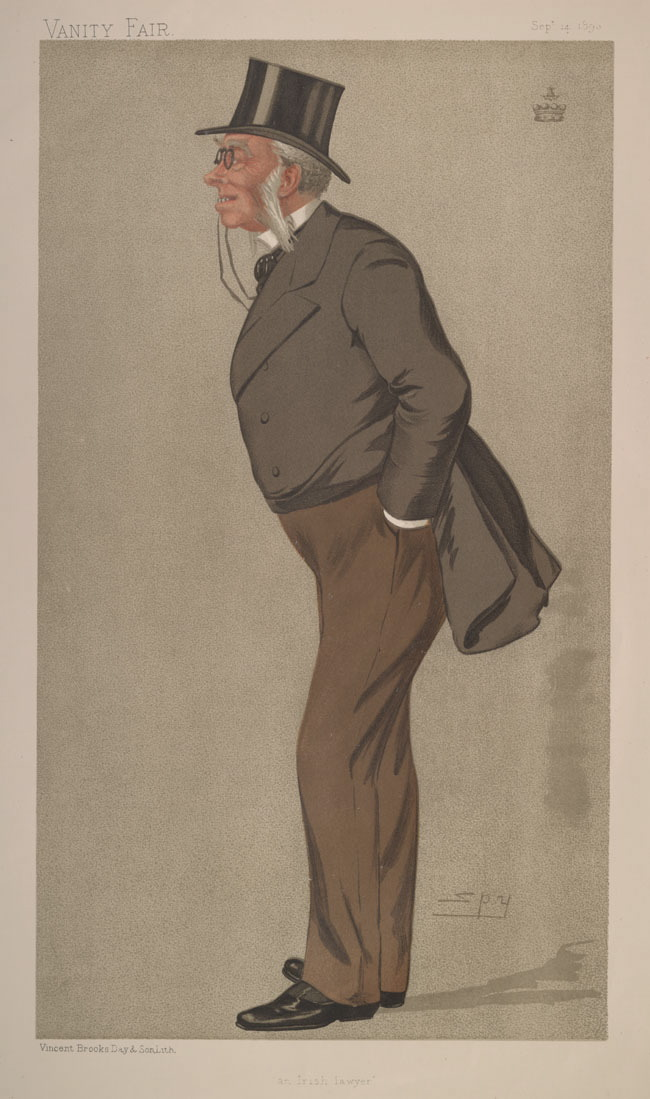
Lord Killanin in einer Karikatur in Vanity Fair (14. September 1893)

Michael Morris, 1. Baron Killanin PC QC (* 14. November 1826 in Galway; † 9. September 1901 in An Spidéal) war ein irisch-britischer Politiker und Jurist, der Abgeordneter im House of Commons sowie zuletzt als Lord of Appeal in Ordinary aufgrund des Appellate Jurisdiction Act 1876 als Life Peer auch Mitglied des House of Lords war.

## Leben

### Rechtsanwalt, Unterhausabgeordneter und Richter
Nach dem Schulbesuch absolvierte Morris ein Studium der Rechtswissenschaften am Trinity College (Dublin) und war nach seiner anwaltlichen Zulassung 1849 als Rechtsanwalt tätig. 1857 wurde er Recorder (Stadtrichter) von Galway. Für seine anwaltlichen Verdienste wurde ihm 1863 der Titel eines Kronanwalts (Queen’s Counsel) verliehen.
Am 11. Juli 1865 wurde er zum Abgeordneten in das House of Commons gewählt und vertrat in diesem bis zum 31. März 1867 den Wahlkreis Galway. Während dieser Zeit war er 1866 zunächst Solicitor General von Irland und danach zwischen 1866 und 1867 Generalstaatsanwalt (Attorney General) Irlands.
1867 wechselte er in den richterlichen Dienst und wurde Richter am Gericht für allgemeine Klagen Irlands (Court of Common Pleas for Ireland), an dem er zuletzt zwischen 1876 und 1887 Präsident (Lord Chief Justice of Common Pleas for Ireland) war. Für seine dortigen Verdienst wurde ihm am 14. September 1885 der erbliche Titel Baronet, of Spiddal, verliehen. Nach Beendigung dieser Richtertätigkeit wurde er 1887 Nachfolger von George Augustus Chichester May als Oberster Richter Irlands (Lord Chief Justice of Ireland) und bekleidete diese Funktion bis zu seiner Ablösung 1889 durch Peter O’Brien.

### Lordrichter, Oberhausmitglied und Nachkommen
Zuletzt wurde Morris durch ein Letters Patent vom 5. Dezember 1889 aufgrund des Appellate Jurisdiction Act 1876 als Life Peer mit dem Titel Baron Morris, of Spiddal in the County of Galway, zum Mitglied des House of Lords in den Adelsstand berufen und wirkte bis 1900 als Lordrichter (Lord of Appeal in Ordinary).
Im Anschluss wurde ihm am 15. Juni 1900 der erbliche Adelstitel des Baron Killanin, of Galway in the County of Galway, verliehen.
Während mit seinem Tod die Life Peerage als Baron Morris erlosch, ging der Titel des Baron Killanin auf seinen Sohn Martin Morris über.
Nach dessen Tod wurde der Neffe von Martin Morris, Michael Morris, 1927 3. Baron und wurde vor allem bekannt durch seine Tätigkeit als Präsident des Internationalen Olympischen Komitees (IOC) von 1972 bis 1980. Dessen Sohn, der Filmproduzent Red Morris, ist seit 1999 4. Baron Killanin.